# José Amalfitani Stadion
A José Amalfitani Stadion vagy Estadio José Amalfitani egy labdarúgó-stadion Buenos Airesben, Argentínában. A stadion Buenos Aires Liniers nevezetű kerületében található és a Vélez Sarsfield otthona.
Az eredeti stadion 1941 és 1943 között fából, a jelenlegi stadion 1947 és 1951 között betonból épült. 1951. április 22-én nyitották meg. 26 évvel később felújították, az 1978-as világbajnokság egyik helyszíne volt. Három csoportmérkőzést játszottak itt. A stadion 49540 nőző befogadására alkalmas.
A stadion szintén otthona az argentin rögbi-válogatott-nak. és a Jaguares nevezetű rögbicsapatnak.

## Események

### 1978-as világbajnokság
| Dátum            | Pályaválasztó | Eredmény | Vendég        | Részletek  | Nézők  |
| ---------------- | ------------- | -------- | ------------- | ---------- | ------ |
| 1978. június 3.  | Ausztria      | 2–1      | Spanyolország | 3. csoport | 40 841 |
| 1978. június 7.  | Ausztria      | 1–0      | Svédország    | 3. csoport | 41 424 |
| 1978. június 11. | Spanyolország | 1–0      | Svédország    | 3. csoport | 42 132 |